# Прича о нама (филм)
Прича о нама (енгл. „The Story of Us“) је америчка драма из 1999, са Мишел Фајфер и Брусом Вилисом у главним улогама.

## Улоге
| Глумац        | Улога               |
| ------------- | ------------------- |
| Мишел Фајфер  | Бен Џордан          |
| Брус Вилис    | Кејти Џордан        |
| Колин Ренисон | Ерин Џордан у десет |
| Роб Рајнер    | Стен                |
| Рита Вилсон   | Рејчел              |